# Red Oak (Iowa)
Red Oak – miasto w Stanach Zjednoczonych, w stanie Iowa, siedziba hrabstwie Montgomery. W 2000 liczyło 6 197 mieszkańców.